# Método de dispersión inversa cuántica
El método de dispersión inversa cuántica relaciona dos enfoques diferentes:
1. Bethe ansatz, un método para resolver modelos cuánticos integrables en un espacio y una dimensión temporal;
2. la transformada de dispersión inversa, un método para resolver ecuaciones diferenciales integrables clásicas del tipo evolutivo.

Un concepto importante en la transformada de dispersión inversa es la representación Lax; el método de dispersión inversa cuántica comienza por la cuantización de la representación Lax y reproduce los resultados de la respuesta de Bethe. De hecho, permite que el Bethe ansatz se escriba en una nueva forma: el Bethe ansatz algebraico. Esto llevó a un mayor progreso en la comprensión de los sistemas integrables cuánticos, por ejemplo: 
1. el modelo de Heisenberg (quantum),
2. la ecuación de Schrödinger no lineal cuántica (también conocida como el modelo de Lieb-Liniger o el gas de Tonks-Girardeau) y
3. el modelo de Hubbard.

Se desarrolló la teoría de las funciones de correlación: representaciones determinantes, descripciones por ecuaciones diferenciales y el problema de Riemann-Hilbert. Los asintóticos de las funciones de correlación (incluso para la dependencia del espacio, el tiempo y la temperatura) se evaluaron en 1991.
Las expresiones explícitas para las leyes de conservación superiores de los modelos integrables se obtuvieron en 1989.
Se logró un progreso esencial en el estudio de los modelos de tipo hielo: la energía libre en masa del modelo de seis vértices depende de las condiciones de contorno incluso en el límite termodinámico.
En matemáticas, el método de dispersión inversa cuántica es un método para resolver modelos integrables en dimensiones 1+1, introducido por L. D. Faddeev en aproximadamente 1979. Este método llevó a la formulación de grupos cuánticos. Especialmente interesante es el Yangian, y el centro del Yangian está dado por el determinante cuántico.